# Polishuset, Hedemora
Polishuset är en byggnad i Hedemora, Dalarnas län, strax nedanför Åsgatan på Badelundaåsens rygg. Huset uppfördes år 1911 efter ritningar av arkitekt C.J. Carlsson och ersatte då det häkte, gamla häktet eller i folkmun Hotell Haglund som legat på ungefär samma plats. Huset är byggt i suterräng, med två våningar mot den västra sidan och fyra mot öster. Byggmaterialet är tegel på en gjuten grund och taket täcks av enkupigt rött taktegel.
1962-63 byggdes huset om under ledning av stadsarkitekt Julius Järnåker, och fasaden kläddes med spritputs. De stora garageportar som fanns i entréplanets södra del tog bort. Fram till ombyggnaden hade byggnaden inrymt kontor för landsfiskalen på övre botten, polisstation i den norra delen och brandstation i den södra, men i och med brandkårens flytt till Bergslagsgatan blev hela huset polisstation.
2009 flyttade polisen sin verksamhet till Tjädernhuset.